# Llandovery RFC
Der Llandovery Rugby Football Club ist ein Rugby-Union-Verein, der in der Welsh Premier Division spielt. Die Heimspiele werden in den Church Bank Playing Fields in Llandovery ausgetragen.

## Geschichte
Bereits vor 1878, dem Jahr der Gründung des Vereins, gibt es Berichte über Rugbyspiele in der Region. Das Llandovery College spielte damals sporadisch gegen andere Auswahlen aus Carmarthenshire. Am 22. Februar 1878 bestritt der Club sein erstes durch Quellen belegtes Spiel gegen Newport. 1881 gründete sich der nationale Verband Welsh Rugby Union, Llandovery war eines der Gründungsmitglieder. Im selben Jahr bestritt die Nationalmannschaft ihr erstes Länderspiel überhaupt. Gegen England verlor man hoch, ein Spieler von Llandovery stand für Wales auf dem Platz.
Aufgrund des Ersten Weltkrieges wurde zwischen 1914 und 1919 kein Rugby gespielt. Nach Ende des Krieges ging der Spielbetrieb mit den zurückgekehrten Spielern weiter. Auch während des Zweiten Weltkrieges konnte der Verein keine Spiele ausrichten. Erst 1948 war er wieder in der Lage, eine Mannschaft zusammenzustellen. Der Verein konnte einige kleinere Erfolge feiern, so gewann er 1954 den Pokal der Region um Llanelli. 1956 zog man um und spielte auf dem Barlow’s Field, wo man später auch Umkleidekabinen baute. Im selben Jahr trat der Verein wieder dem walisischen Verband bei, nachdem man sich aufgrund politischer und religiöser Streitigkeiten jahrzehntelang weigerte Teil der Vereinigung zu sein.
1965 trat Llandovery der West Wales Rugby Union bei und konnte somit an höheren Ligen der Region teilnehmen. 1974 erwarb der Verein sein eigenes Klubhaus. In den nächsten Jahren wuchs er stetig und verbesserte sich auch im Ligabetrieb. Mittlerweile verfügte man auch über einen eigenen exklusiven Platz zur Austragung der Ligapartien. Mit der Einführung einer landesweiten Ligastruktur wurde Llandovery in die vierte Division eingeordnet und hat sich seitdem bis in die Premier Division hochgearbeitet.
Seit dem Jahr 2003 stellt der Verein Spieler für die Scarlets, eine von vier walisischen Mannschaften in der multinationalen Magners League.

## Bekannte ehemalige Spieler
- Luke Charteris
- Jamie Cudmore (Kanada)
- Carwyn Davies
- Rhodri Gomer Davies
- Dafydd Jones
- Mark Jones
- Andy Powell
- Aled Williams
- Barry Williams
- Dorian Williams